# Massimo Ambrosini
Massimo Ambrosini (Pesaro, 29. svibnja 1977.), talijanski umirovljeni nogometaš.
Igra na poziciji defenzivnog veznog igrača, slične uloge i sličnog karaktera kao klupski suigrač Gattuso. Karijeru je započeo kao igrač tal. drugoligaša Cesene već sa 17 godina, sezone 1994/95. Svidio se tadašnjem Milanovom treneru Fabiju Capellu koji ga je doveo u dres Rossonera već sljedeće godine. Izuzetno mu je bilo teško proiti se u prvu momčad koja je tada bila vrlo snažna, no, nikad nije bio označen kao višak u momčadi. Poslan je na posudbu u Vicenzu koju je kao najbolji igrač momčadi uspio zadržati u 1. ligi. 1999. je po povratku na San Siro uspio ući u prvu momčad. 
Igrao je sve češće i sve više, no, polako je izgubio mjesto zadobivši težu ozljedu koljena u šampionskoj sezoni Milana što se Lige prvaka tiče. Na finalu u Old Traffordu je ušao tek u 87. minuti umjesto Rui Coste, no, igrao je još i produžetke.
S vremenom je zbog slabije forme, uzrokovane nizom ozljeda, izgubio status prvotimca, ulazeći kao zamjena nezamijenjivom Gattusu. U sezoni osvajanja trofeja Serije A, Ambrosini je s klupe ulazio 20-ak puta. Ožujka 2005. potpisao je s Milanom ugovor do lipnja 2008.
Nakon isteka ugovora s AC Milanom, klub mu je ponudio novi ugovor s istekom 2011. godine da bi u svibnju te iste godine potpisao još na godinu dana te mu sad važeći ugovor traje do ljeta 2012. godine. 
Za reprezentaciju nije često igrao. Debi je zabilježio u Zagrebu protiv Hrvatske ( 0:0 ), 28. travnja 1999. Igrao je na Olimpijskim igrama 2000., te na EURU iste godine, gdje je ušao kao zamjena u finalu protiv Francuske. Na Mundial 2002. nije išao zbog još jedne ozljede, a na kasnija natjecanja ga izbornici nisu zvali. 

## Zanimljivosti
- Ambrosini ima zaručnicu Micaelu
- Veliki je ljubitelj američkog nogometa
- Talijanski magazin Tuttosport nazvao ga je "dušom veznog reda i momčadi"